# РД-191
РД-191 — российский однокамерный жидкостный ракетный двигатель (ЖРД), работающий на нетоксичных компонентах (керосин + жидкий кислород). Разработан для семейства российских ракет-носителей (РН) «Ангара».
Разработчик — НПО «Энергомаш» им. В. П. Глушко

## Конструкция
РД-191 — однокамерный ЖРД с дожиганием окислительного газа с вертикально расположенным турбонасосным агрегатом.
Работает на топливной паре керосин + жидкий кислород. 
Конструкция изделия основана на конструкции двигателей РД-170/171.
Срок изготовления двигателя на 2016 год составлял от 18 до 24 месяцев; планируется снижение этого срока до 12 месяцев.

## Применение
Известные модификации двигателя:
- РД-151 — использовался в первой ступени корейской РН «Наро-1»[3][4];
- РД-191 №ДО27 — усовершенствованный для РН «Ангара»;
- РД-193 предназначен для использования в первой ступени РН «Союз-2.1в»;
  - РД-181 (экспортный вариант РД-193) устанавливается на американской РН «Антарес» компании Orbital Sciences Corporation, в качестве замены двигателям НК-33.

## История создания
Разработка двигателя началась в конце 1998 года. 
Первое огневое испытание двигателя РД-191 проведено в июле 2001 года.
- В 2009 году РД-191 прошёл лётные испытания в составе первой ступени РН «Наро-1» (Республика Корея). Первая ступень отработала нормально, но, из-за несброса головного обтекателя, спутник на орбиту не вышел[5].

- К началу 2010 года РД-191 прошёл полный цикл огневых испытаний на стенде и три огневых испытания в составе блока первой ступени (УРМ-1) ракеты-носителя «Ангара». Программы испытаний соответствовали циклограммам работы УРМ в составе «Ангара-1.2», бокового и центрального блока «Ангара-А5». В последнем случае осуществлялось дросселирование двигателя до 30 % номинала, что является рекордом для двигателей, работающих при атмосферном давлении на уровне моря.
- В июле 2010 года, в ходе проведения плановых межведомственных испытаний, не выдержал многократных сверхнагрузок и прогорел РД-191 для первой ступени РН «Ангара».

Двигатель и должен был сгореть. Это абсолютно нормальная штатная ситуация, специалисты должны были установить, какие нагрузки он был способен выдержать.
— Пресс-центр — НПО «Энергомаш»
- 29 марта 2011 года двигатель РД-191 успешно прошёл очередные огневые испытания на испытательном стенде НПО «Энергомаш». Двигатель успешно отработал по программе 223 с.
- 23 мая 2011 года межведомственной комиссией (МВК), образованной совместным решением Космических войск Минобороны РФ и Федерального космического агентства, подписан акт, в котором констатировано, что двигатель РД-191 успешно завершил стадию наземной отработки и пригоден для использования в составе семейства ракет-носителей «Ангара»[7].

- 30 января 2013 года состоялся успешный старт ракеты-носителя «Наро-1»[8]. Таким образом, РД-191 в третий раз успешно отработал в составе первой ступени ракеты-носителя «Наро-1».

- В 2014 году в пермском поселке Новые Ляды началось строительство заготовительного корпуса, на эти цели из федерального бюджета и бюджета предприятия выделили более 2 млрд рублей[9].
- 9 июля 2014 года с космодрома «Плесецк» был успешно проведён первый испытательный пуск РН «Ангара-1.2ПП» с маршевым двигателем первой ступени РД-191.
- 23 декабря 2014 с космодрома «Плесецк» был успешно проведён первый испытательный пуск РН «Ангара-5» с маршевым двигателем первой ступени РД-191.

- 23 января 2015 стало известно, что в рамках гособоронзаказа НПО «Энергомаш» в течение 2015—2016 годов произведёт 10 двигателей РД-191 для использования в составе РН «Ангара-А5»[10].

- 25 августа 2015 года НПО «Энергомаш» приступило к созданию модернизированной версии двигателя РД-191 — РД-191М, который будет применяться на РКН Ангара-А5В и Ангара-А5П и будет на 10—15 % мощнее предшественника.
- В ноябре 2015 года ПАО «Протон-Пермские моторы» объявило тендер на реконструкцию цехов под производство двигателя РД-191 для ракет «Ангара»[11].

- В сентябре 2016 года стало известно, что для РД-191 будет внедрено цифровое проектирование. Для этого сформирована проектная команда, управляющий комитет и определён бюджет. Реализация проекта рассчитана на три года[1].

- 1 августа 2017 года пресс-служба «Энергомаша» сообщила, что с августа предприятие начинает периодические подтверждающие испытания РД-191 для ракет-носителей семейства «Ангара», общее число которых составит шесть прожигов[12].

- 27 февраля 2018 года НПО «Энергомаш» заявило о начале внедрения аддитивных технологий при производстве жидкостных ракетных двигателей. По оценке специалистов КБХА, применение аддитивных технологий сократит трудоёмкость производства этого двигателя на 20 %. По НИОКР конструкторы НПО «Энергомаш» планируют провести работы по нескольким направлениям применения аддитивных технологий для использования при производстве РД-191[13]:
  - Разработка агрегата наддува двигателя РД-191, выполненного по аддитивной технологии;
  - Отработка аддитивной технологии изготовления корпуса блока сопел крена (КБСК) двигателя РД-191;
  - Перепроектирование пневмоблока двигателя РД-191;
  - Проведение топологической оптимизации и изготовление кронштейнов двигателей РД-191.

- 11 апреля 2018 года НПО «Энергомаш» заявил, что ведёт работу по переводу всей технической документации для двигателя РД-191 в электронный формат и в вид 3D-моделей деталей, агрегатов и двигателя в целом. На основе электронной документации составляются технологические процессы и управляющие программы для современных многокоординатных станков с числовым программным управлением. Что позволяет оптимизировать процесс его изготовления и, как следствие, уменьшить общий объём издержек[14].

- 27 августа 2019 года глава Роскосмоса Дмитрий Рогозин на международном авиационно-космическом салоне МАКС-2019 сообщил, что производство РД-191 для ракет-носителей «Ангара» возрастёт кратно с 2023 года с началом серийного изготовления носителей. В изготовлении РД-191 будет активно участвовать предприятие «Протон-ПМ»[15].

- 25 октября 2019 года исполнительный директор ПАО «Протон-ПМ» Дмитрий Щенятский сообщил СМИ, что предприятие собирается на 32% сократить цикл производства, тем самым в полтора раза снизив стоимость изготовления РД-191 — до 200 млн рублей. «Протон-ПМ» к 2023 году планирует стать серийным изготовителем этого двигателя, в год будет производиться 40 двигателей. Инвестиции в создание производства составляют 13 млрд рублей, сегодня освоено более 7 млрд рублей[16][17].
- 26 мая 2020 года ПАО «Протон-ПМ» заявило, что организовало отгрузку заказчику — АО «НПО Энергомаш» — турбонасосного агрегата (ТНА) двигателя РД-191 для ракеты-носителя «Ангара» (опытно-конструкторские работы «Факел-2»). Сборка двигателя № ПМ2 с ТНА производства пермского предприятия запланирована на июнь 2020 года, квалификационные испытания РД-191 будут проведены в третьем квартале того же года.[18]

### РД-191М
25 августа 2015 года НПО «Энергомаш» приступило к созданию модернизированной версии двигателя РД-191 — РД-191М — который будет применяться на РН Ангара-А5В и Ангара-А5П и будет на 10—15 % мощнее предшественника. 
Первый этап выпуска аванпроекта будет завершён в сентябре 2015 года. 
Опытно-конструкторские разработки планировалось завершить к 2018 году.
18 января 2017 года специалистам  Центра им. Хруничева удалось создать и провести испытания РД-191М с выходом на режим по тяге в 110 % (таким образом, для «Ангары-А5М» грузоподъёмность вырастет с 24 до примерно 25,5 тонн при выводе на низкую орбиту, что на 3,5 тонны больше возможностей «Протон-М»).
27 августа 2020 года генеральный директор НПО «Энергомаш» Игорь Арбузов сообщил, что в Роскосмосе прошла защита технического проекта РД-191М. В КБ «Энергомаша» идёт разработка конструкторской документации, которая будет в том числе подготовлена в виде электронной 3D-модели; затем конструкторская документация будет передана на серийный завод в Пермь на ПАО «Протон-ПМ», где уже началась подготовка производства и организация серийного производства РД-191М. Первый доводочный образец двигателя должен быть собран в конце 2021 года, огневые испытания предполагаются в середине 2022 года с тем, чтобы в 2023 году начать поставки для «Ангары-А5М». Мощности, которые создаются в Перми, позволяют обеспечить объём выпуска не менее 40 двигателей в год.
27 февраля 2021 года главный конструктор НПО «Энергомаш» Петр Левочкин в эфире телепрограммы «Большой космос» сообщил о работах по перепроектированию двигателя РД-191М под ракету-носитель «Амур». В течение 2021 года должна быть в полном объёме выпущена конструкторская документация, проведены автономные испытания, изготовлена материальная часть первого доводочного двигателя.
20 мая 2021 года компания «Протон-ПМ» приступила к освоению двигателя РД-191М для ракет-носителей семейства «Ангара». Первый экземпляр планируется изготовить в начале 2023 года, в том же году НПО «Энергомаш» приступит к его испытаниям.
28 июня 2022 года в Роскосмосе сообщили, что компания «Протон-ПМ» разработала большую часть техпроцессов, необходимых для изготовления двигателя РД-191М ракеты «Ангара-А5М».
Первый РД-191М изготовлен  в конце 2023 года; по словам главного конструктора предприятия Петра Левочкина, при его создании максимально использовали технологический и конструкторский задел по двигателям РД-191, РД-171М, РД-180 и РД-181, что помогло существенно сократить затраты на разработку.
В середине апреля 2024 г. НПО «Энергомаш» успешно провело первые контрольно-технологические испытания двигателя РД-191М.

## Основные характеристики РД-191
- Тяга (на уровне моря / в вакууме): 196 / 212,6 тс;
- Удельный импульс (на уровне моря / в вакууме): 311,5 / 337,4 с;
- Диапазон дросселирования тяги (от номинального значения): 27—105 %[7];
- Компоненты топлива: жидкий кислород и керосин РГ-1;
- Масса сухая: около 2,2 т.

### Основные характеристики РД-191М
- Тяга (на уровне моря / в вакууме): 217,4 / 234,0 тс;
- Удельный импульс (на уровне моря / в вакууме): 314 / 338 с;
- Жидкостный ракетный двухкомпонентный
- С дожиганием окислительного генераторного газа
- Рассматривался вариант выдвижного соплового насадка, однако в этом случае пришлось бы его выдвигать на работающем двигателе, что связано с массой сложностей, которые при нынешнем руководстве решить не сумели (выдвижной сопловой насадок позволил бы заметно поднять ПН двухступенчатых ракет без форсирования двигателя и заметного увеличения стоимости)